# Kisdobsza megállóhely
Kisdobsza megállóhely egy Baranya vármegyei vasúti megállóhely Kisdobsza községben, a helyi önkormányzat üzemeltetésében. A település belterületétől mintegy 2 kilométerre délre helyezkedik el, így tulajdonképpen közelebb van Nagydobszához, melynek legdélebbi házaitól alig 800 méter választja el. Szilárd burkolatú úton csak a 6-os főútról letérve, Kisdobsza főutcáján végighaladva érhető el.

## Vasútvonalak
A megállóhelyet az alábbi vasútvonalak érintik:
- Murakeresztúr–Szentlőrinc-vasútvonal

## Kapcsolódó állomások
A megállóhelyhez az alábbi állomások vannak a legközelebb:
- Darány vasútállomás (Murakeresztúr–Szentlőrinc-vasútvonal)
- Nemeske megállóhely (Murakeresztúr–Szentlőrinc-vasútvonal)

## Forgalom
| Járat        | Útvonal | Gyakoriság   |
| ------------ | --- | ------------ |
| személyvonat | Barcs – Barcs felső – Középrigóc – Darány – Kisdobsza – Nemeske – Molvány – Szigetvár – Nagypeterd – Szentdénes – Szentlőrinc – Bicsérd – Mecsekalja-Cserkút – Pécs | Napi 4-7 pár |
| személyvonat | Nagykanizsa – Murakeresztúr – Őrtilos – Zákány – Gyékényes – Berzence – Somogyudvarhely – Bélavár – Vízvár – Babócsa – Péterhida-Komlósd – Barcs – Barcs felső – Középrigóc – Darány – Kisdobsza – Nemeske – Molvány – Szigetvár – Nagypeterd – Szentdénes – Szentlőrinc – Bicsérd – Mecsekalja-Cserkút – Pécs | Napi 1-2 pár |